# Westwerkaltaar van de Sint-Servaasbasiliek
Het westwerkaltaar, ook westwerkretabel of dubbelreliëf, is een romaans altaar in het westwerk van de Sint-Servaasbasiliek in de Nederlandse stad Maastricht. Het altaar uit het midden van de twaalfde eeuw wordt toegeschreven aan het zogenaamde Heimo-atelier, een Maaslands atelier van steenbeeldhouwers met Noord-Italiaanse wortels. Het mergelstenen altaar bestaat uit een mensa (altaartafel) en een daarop geplaatst gebeeldhouwd retabel met twee reliëfvoorstellingen. Van dit dubbelreliëf is het onderste deel in de negentiende eeuw zwaar geschonden; het bovenste deel behoort tot de belangrijkste voorbeelden van Maaslandse beeldhouwkunst.

## Geschiedenis
De romaanse signatuur van zowel de altaartafel als het retabel duiden op een ontstaan kort na 1150. In deze periode maakte de Sint-Servaaskerk en het daaraan verbonden kapittel een bloeitijd door. Verschillende Maastrichtse proosten stonden als kanselier van het Heilige Roomse Rijk nauw in contact met de Rooms-Duitse keizers. Proost Arnold van Wied wist als trouwe vazal van Rooms-koning Koenraad III in 1139 gedaan te krijgen dat deze de Maasbrug aan het kapittel schonk, een schenking die waarschijnlijk de middelen voortbracht voor een nieuwe bouwcampagne. In de jaren daarna werd het oostkoor ingrijpend verbouwd naar het voorbeeld van de keizerlijke Dom van Speyer, waarbij de huidige apsis met dwerggalerij en koortorens ontstond, en werd ook het westwerk vernieuwd. Beide vertonen qua bouwsculptuur grote overeenkomsten met de door Arnold en zijn zuster Hedwig gebouwde Sint-Clemenskerk in Schwarzrheindorf (bij Bonn) en de stiftskerk van Essen, tegenwoordig Dom van Essen.
De architectuurhistoricus Aart Mekking plaatste het ontstaan van het westwerk, inclusief het altaar, in 1167 of 1168, tijdens het proostschap van Christiaan van Buch. Mekking baseerde zich daarbij onder andere op de sterke overeenkomst tussen de kapitelen van het Maastrichtse westwerk en die van de westfaçade van de Wartburg in Eisenach. De kunsthistorica Elizabeth den Hartog zag enkele jaren later meer overeenkomsten met de bouwsculptuur van de Dom van Essen en plaatste het ontstaan van het altaar een decennium eerder, onder de proosten Arnold van Wied en Gerard van Are.

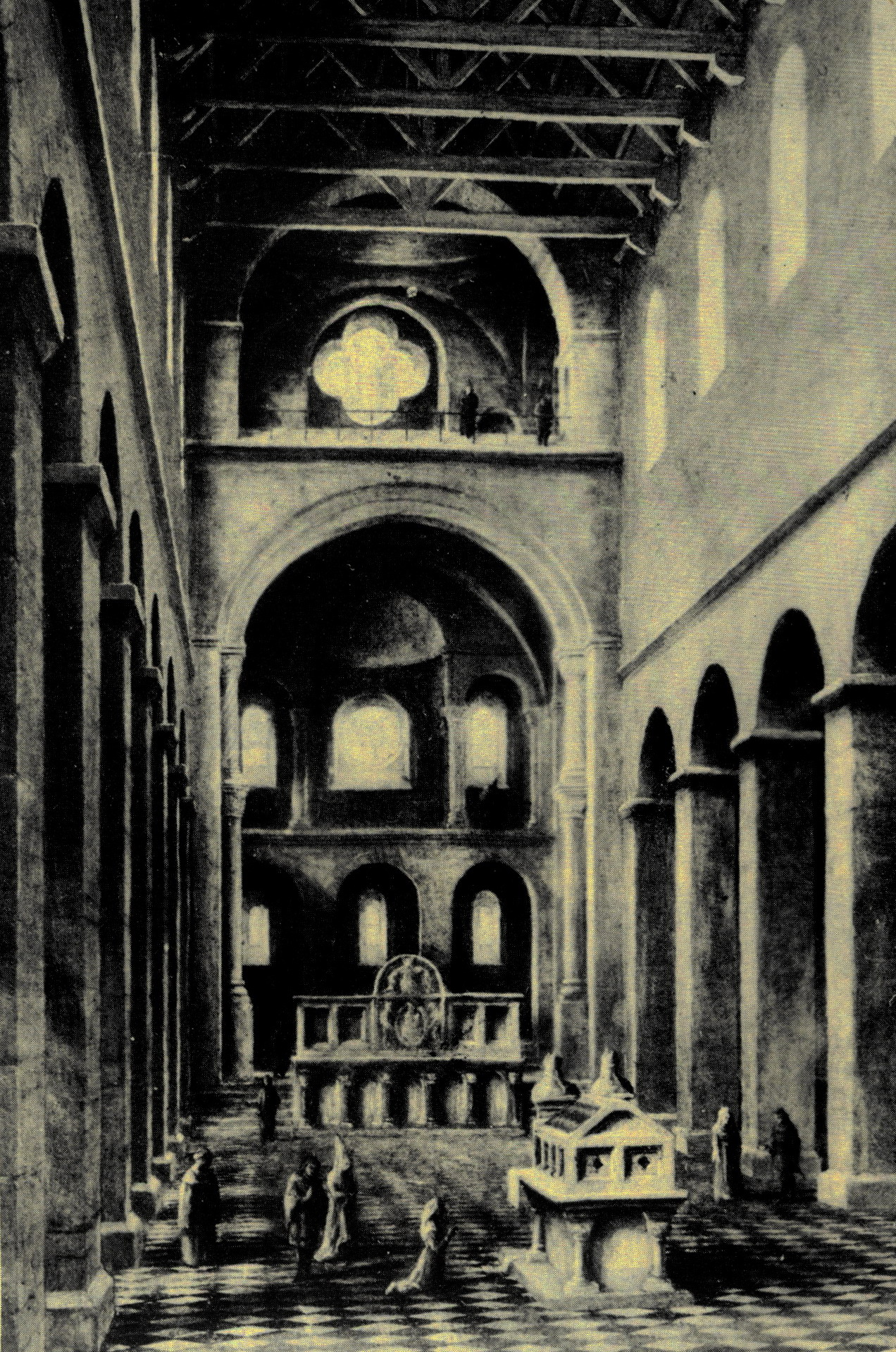
Reconstructie middeleeuws interieur naar het westen (Hustinx)

Het westwerkaltaar stond vanouds opgesteld in het westwerk, aangeduid als het Nieuwwerck, tussen het westkoor en het schip. Naar welke zijde de gebeeldhouwde kant van het reliëf was gericht is niet duidelijk. Aan de andere zijde ervan bevond zich een altaar gewijd aan Maria. De tegenwoordig nog in de kerk aanwezige dertiende-eeuwse sedes sapientiae stond waarschijnlijk op dit altaar. Elke zaterdag werd hier een mis ter ere van Maria opgedragen. Hoogtepunten in het liturgisch jaar waren de kerst- en paasnachtmissen aan dit altaar, en op 8 september, het octaaf van Maria-Geboorte, werden alle getijdengebeden hier gehouden. Boven het Maria-altaar werd in de vijftiende eeuw een oksaal gebouwd voor het kerkorgel.
Tot de opheffing van het kapittel aan het begin van de Franse tijd bleef de middeleeuwse opstelling min of meer gehandhaafd. Na een korte periode van profanisatie (1797-1804), waarin het meeste kerkmeubilair en veel kunstschatten verdwenen, heropende de kerk in 1804. Om onbekende redenen werd het westwerk toen afgescheiden van de kerk door middel van een muur. Het westwerkaltaar is waarschijnlijk in deze periode verplaatst naar het zuidertransept. De twee delen van het dubbelreliëf werden van elkaar gescheiden en het rechthoekige deel werd in een muur ingemetseld. Toen men daar kerkbanken wilde plaatsen, bleken de uitspringende delen van het reliëf in de weg te zitten en kapte men die eenvoudig weg. Waarschijnlijk heeft men nog vóór 1852, volgens Mekking al in 1841, getracht deze daad van vandalisme uit te wissen door het reliëf aan te vullen met gips.
Doordat de oude orgels in de Franse tijd waren verdwenen, moest men op zoek gaan naar een nieuw hoofdorgel, dat in de voormalige Dominicanenkerk werd gevonden. Het gotisch oksaal werd omstreeks 1840 afgebroken, waarna het orgel verhuisde naar het westwerk, waar het zich nog steeds bevindt. In 1845 werd vóór het orgel het meer dan levensgrote standbeeld van Karel de Grote van beeldhouwer Willem Geefs opgesteld. De plaatsing in het westwerk was symbolisch, aangezien men in die tijd dacht dat het westwerk en de Keizerzaal uit de tijd van Karel de Grote dateerden.

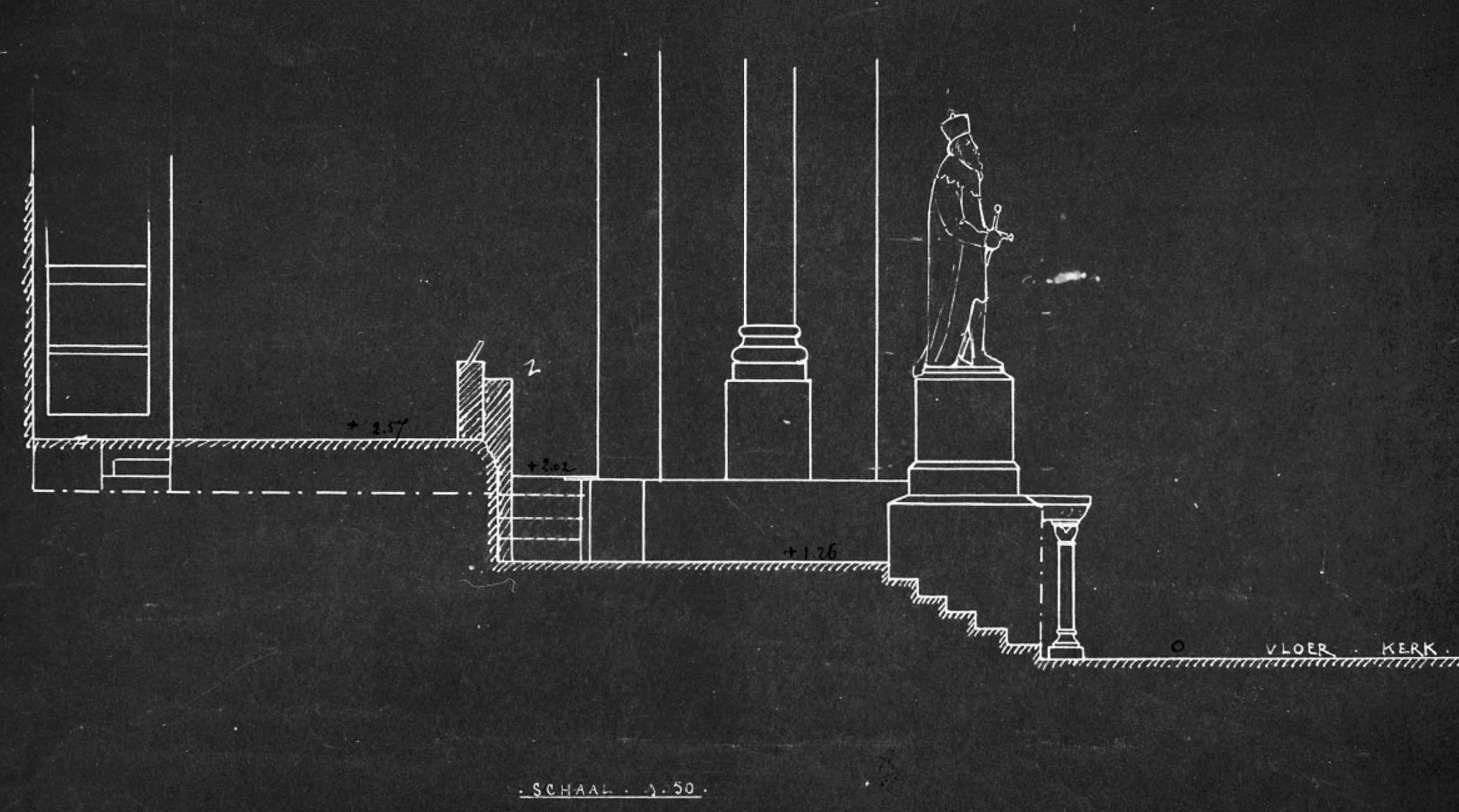
Blauwdruk (Cuypers?) voor de nieuwe opstelling in het westwerk

In 1902, tijdens de grote Cuypers-restauratie van de Sint-Servaaskerk, werd de altaarmensa gerestaureerd, waarbij onder andere twee kapitelen en een basement werden vervangen. De mensa werd zodanig geplaatst dat het leek alsof het beeld van Karel de Grote op het altaar stond. Het retabel werd tegen de achterzijde van het standbeeld geplaatst. Wellicht werden in dezelfde periode de beide neoromaanse altaren in de noordoostelijke en zuidoostelijke kapellen vervaardigd, die duidelijk geïnspireerd zijn op het westwerkaltaar.
Een eeuw na deze restauratie was de kerk opnieuw toe aan herstel en werd een groot deel van de neoromaanse Cuypers-uitmonstering ongedaan gemaakt. Het beeld van keizer Karel verdween naar een minder prominente zijruimte in het westwerk en het westwerkaltaar kreeg zijn oorspronkelijke plaats terug, hoewel de dominante aanwezigheid van het orgel op de achtergrond de relatie tussen westwerk en altaar blijft verstoren.

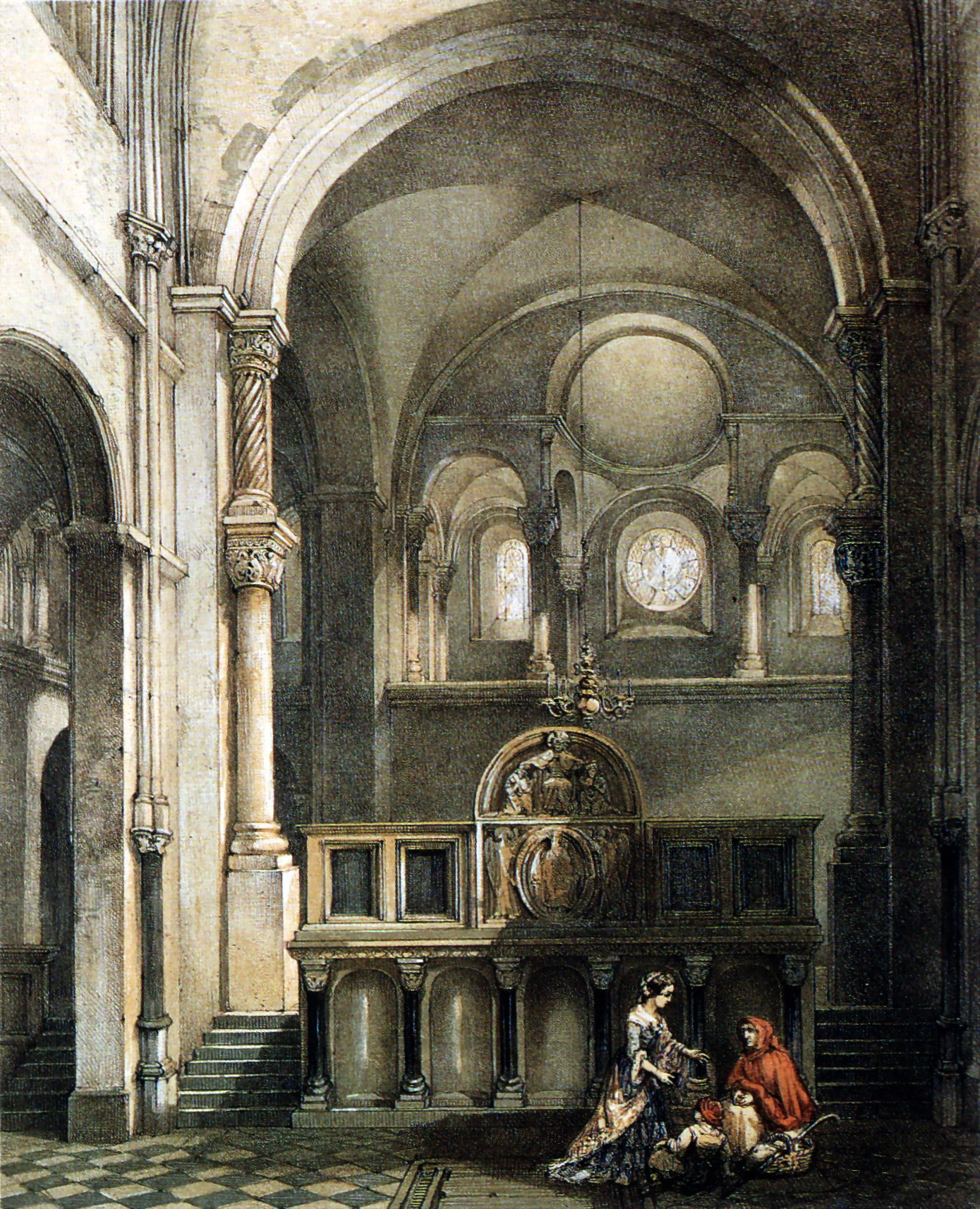
Reconstructie middeleeuwse situatie (A. Schaepkens)
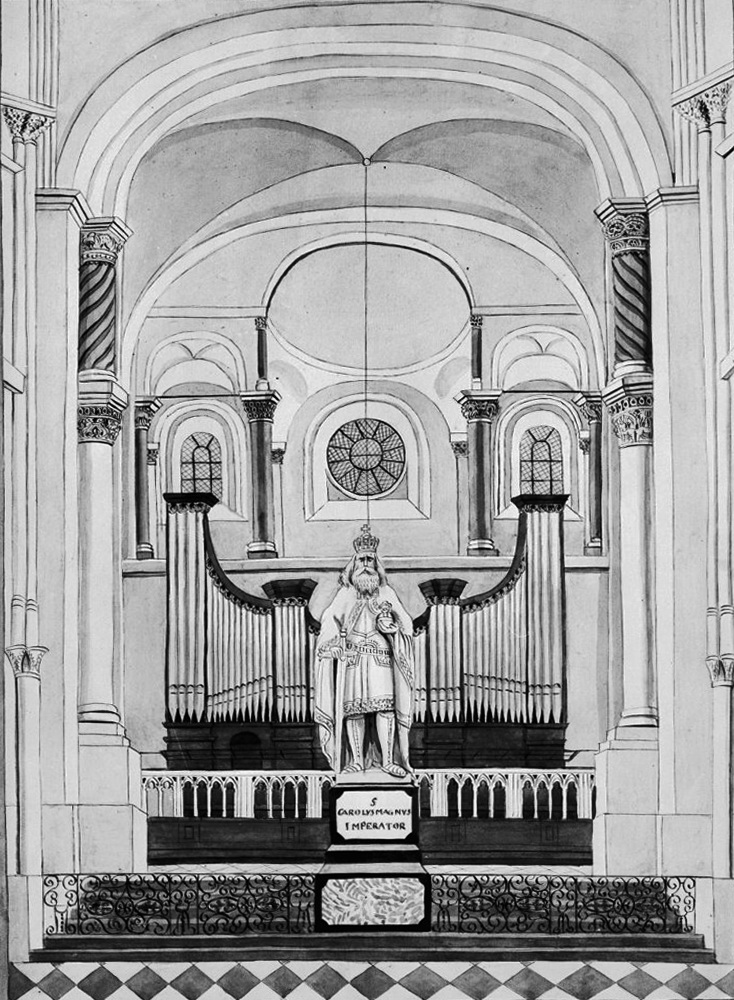
Westwerk met standbeeld en orgel (Ph. van Gulpen, 1851)
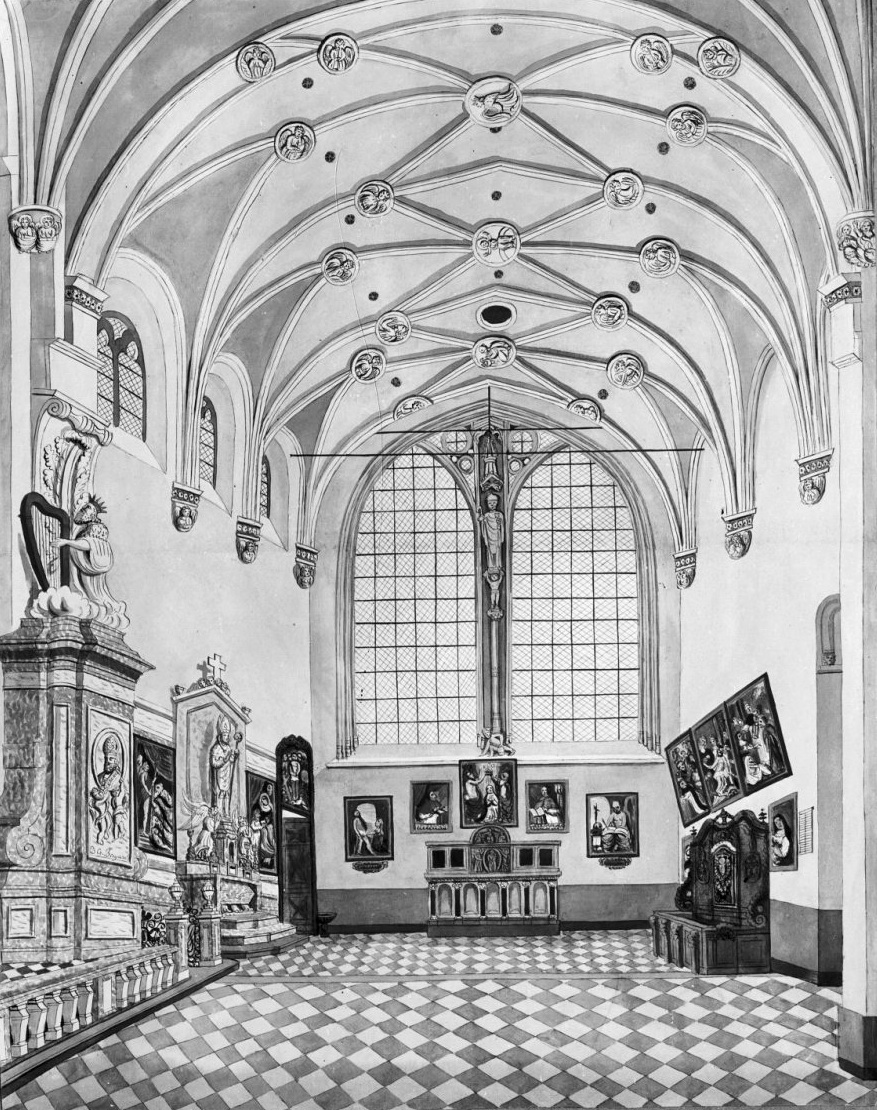
Het westwerkaltaar in het zuidertransept (Van Gulpen)
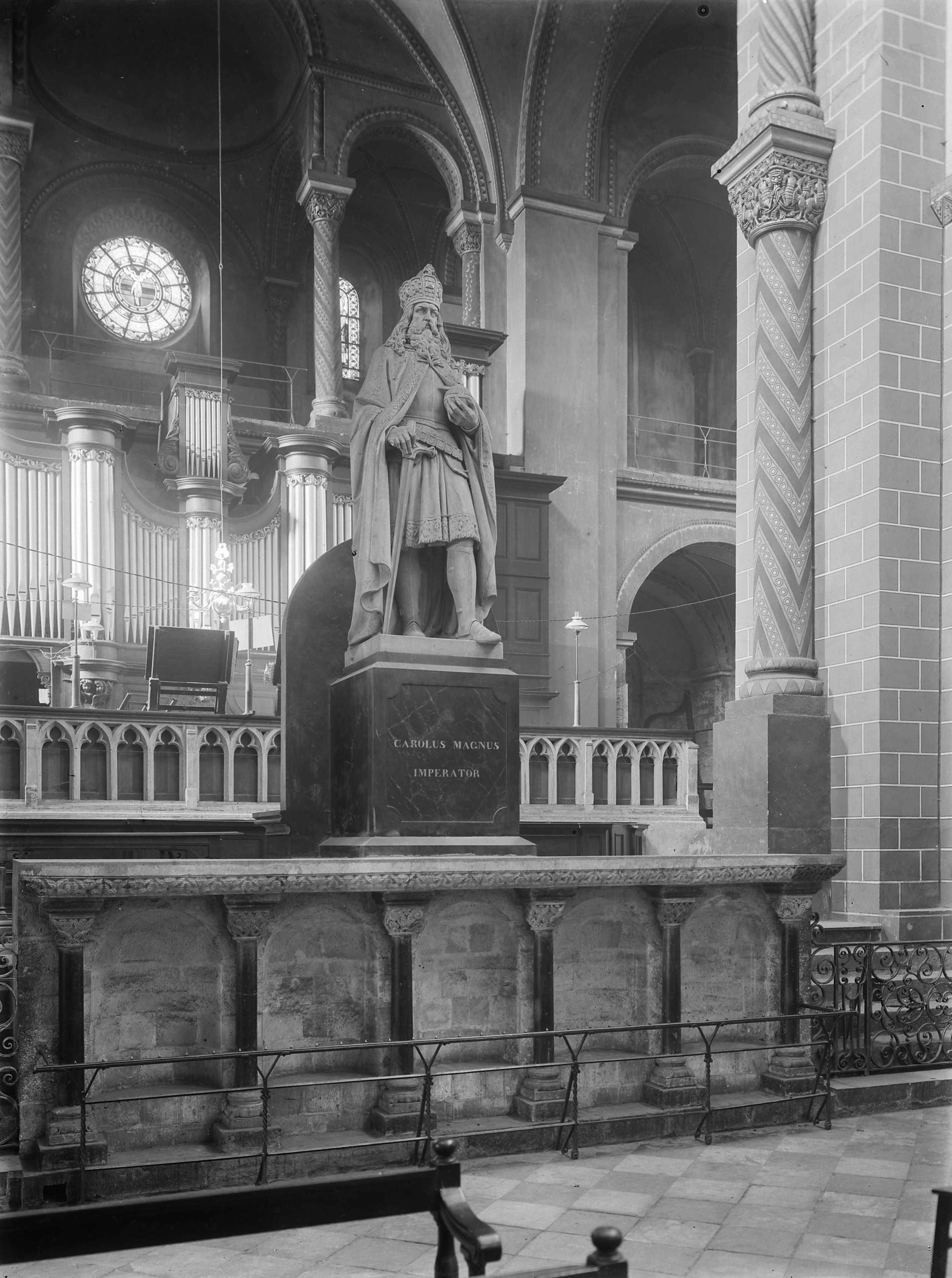
Westwerk met altaarmensa en standbeeld, ca. 1910-35

## Beschrijving

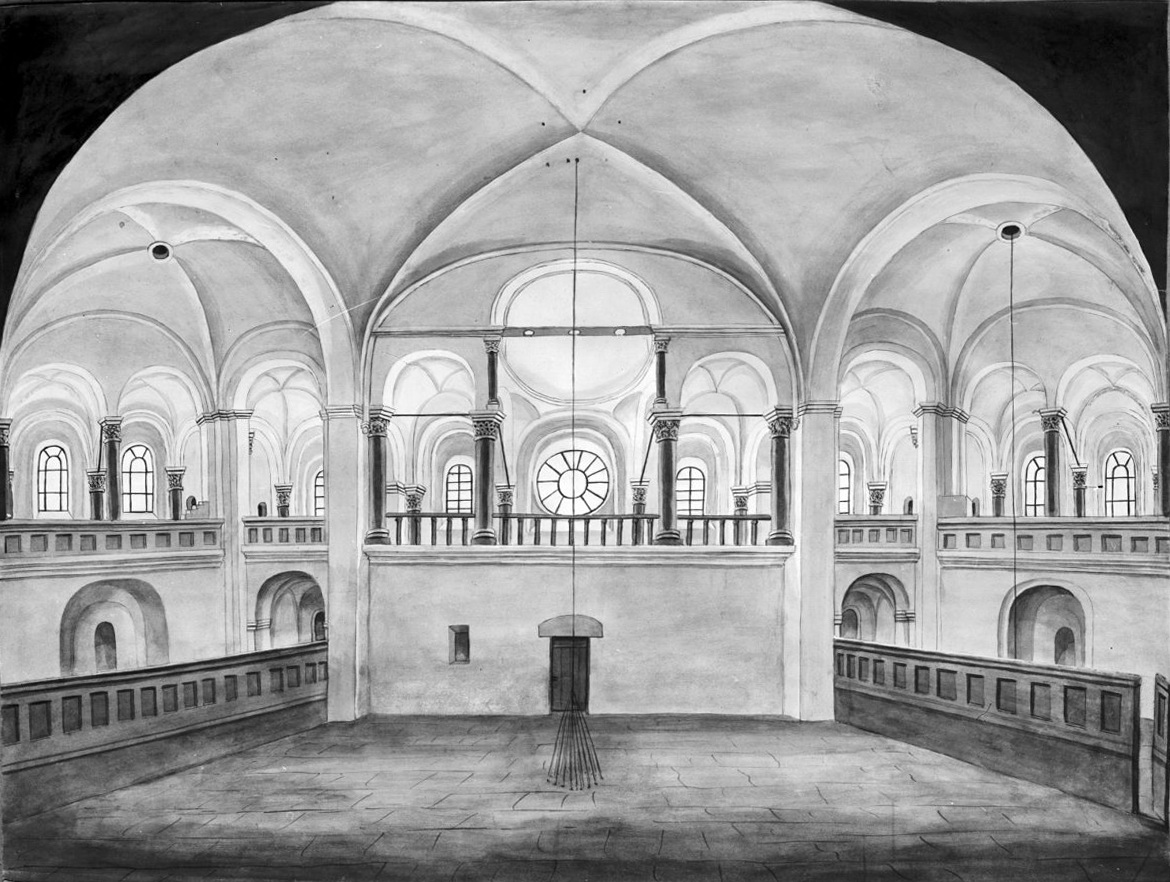
'Leeg' westwerk, 19e eeuw

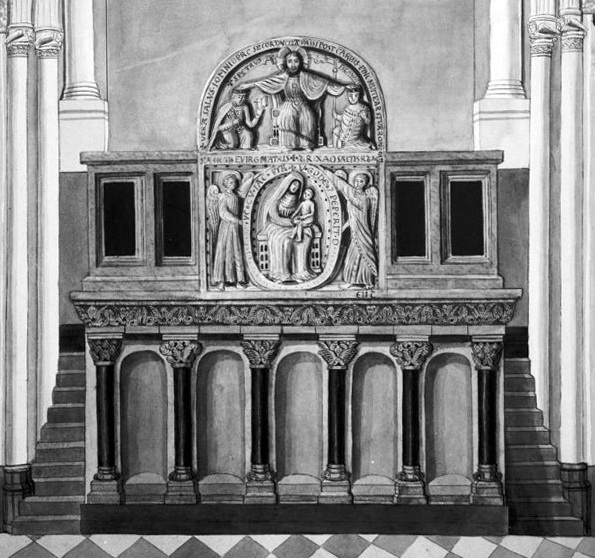
19e-eeuwse reconstructie

### Architectonische opbouw
Het westwerkaltaar van de Sint-Servaaskerk was - in het verleden meer dan nu - een integraal onderdeel van de architectonische opbouw van het westwerk, volgens Mekking "een van de meest indrukwekkende architectonische en liturgische disposities die de architectuur in het Heilige Romeinse Rijk in de Middeleeuwen heeft voortgebracht". Een gordelboog en twee kleinere rondbogen scheiden het westwerk van de rest van de kerk. Onder de centrale scheiboog stond het westwerkaltaar opgesteld, een situatie die in 1990 hersteld is. Aan weerszijden van het altaar bevinden zich trappartijen, die vanuit de zijbeuken van de kerk toegang geven tot het westwerk. De toegangen zijn tegenwoordig afgesloten met een hekwerk.
Het westwerkaltaar bestaat uit een langgerekte altaarbasis of mensa, waarop centraal het retabel of dubbelreliëf is geplaatst. Oorspronkelijk stonden aansluitend aan het retabel vier rechthoekige panelen opgesteld (te zien op de tekening van Philippe van Gulpen hiernaast), maar deze zijn sinds de jaren 1980(?) spoorloos. De Sedes Sapientiae die volgens sommige auteurs op het altaar aan de achterzijde van het westwerkaltaar stond, bevindt zich thans in een van de zijkapellen van de noordbeuk. Het beeld van de tronende Maria met Kind dateert uit de dertiende eeuw, maar raakte in de plunderingen na het beleg van 1579 zijn kroon en rozenkrans kwijt.

### De mensa
De altaarbasis van het westwerkaltaar is 5 m 60 breed en 1 m 75 hoog. De naar de kerk gerichte oostzijde is versierd met zes zuiltjes, waartussen zich vijf rondbogige nissen bevinden. De zwartgeverfde zuiltjes ondersteunen een stenen altaartafel, die versierd is met een palmettenfries. De fries is door Cuypers grotendeels gereconstrueerd; alleen het rechterdeel zou origineel kunnen zijn. De zuiltjes hebben gebeeldhouwde basementen met hoekblaadjes of dierenkopjes, en gestileerde bladwerkkapitelen. Zowel de basementen als de kapitelen zijn ongeveer 20 cm hoog. Het tweede basement van links is een negentiende-eeuwse kopie van het vierde basement. Van de kapitelen zijn het vierde en zesde kopieën.

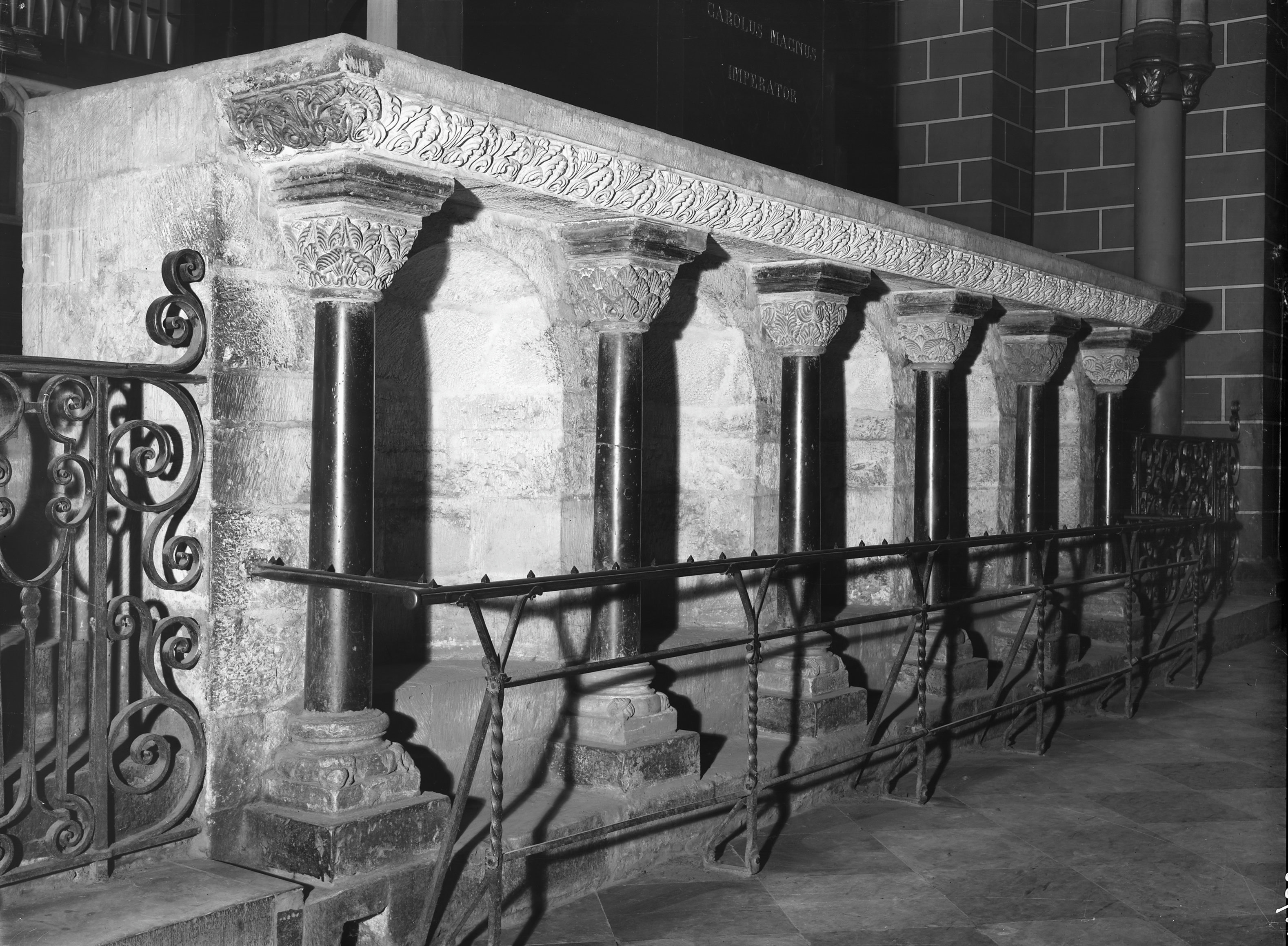
Mensa met hekwerk, 1935
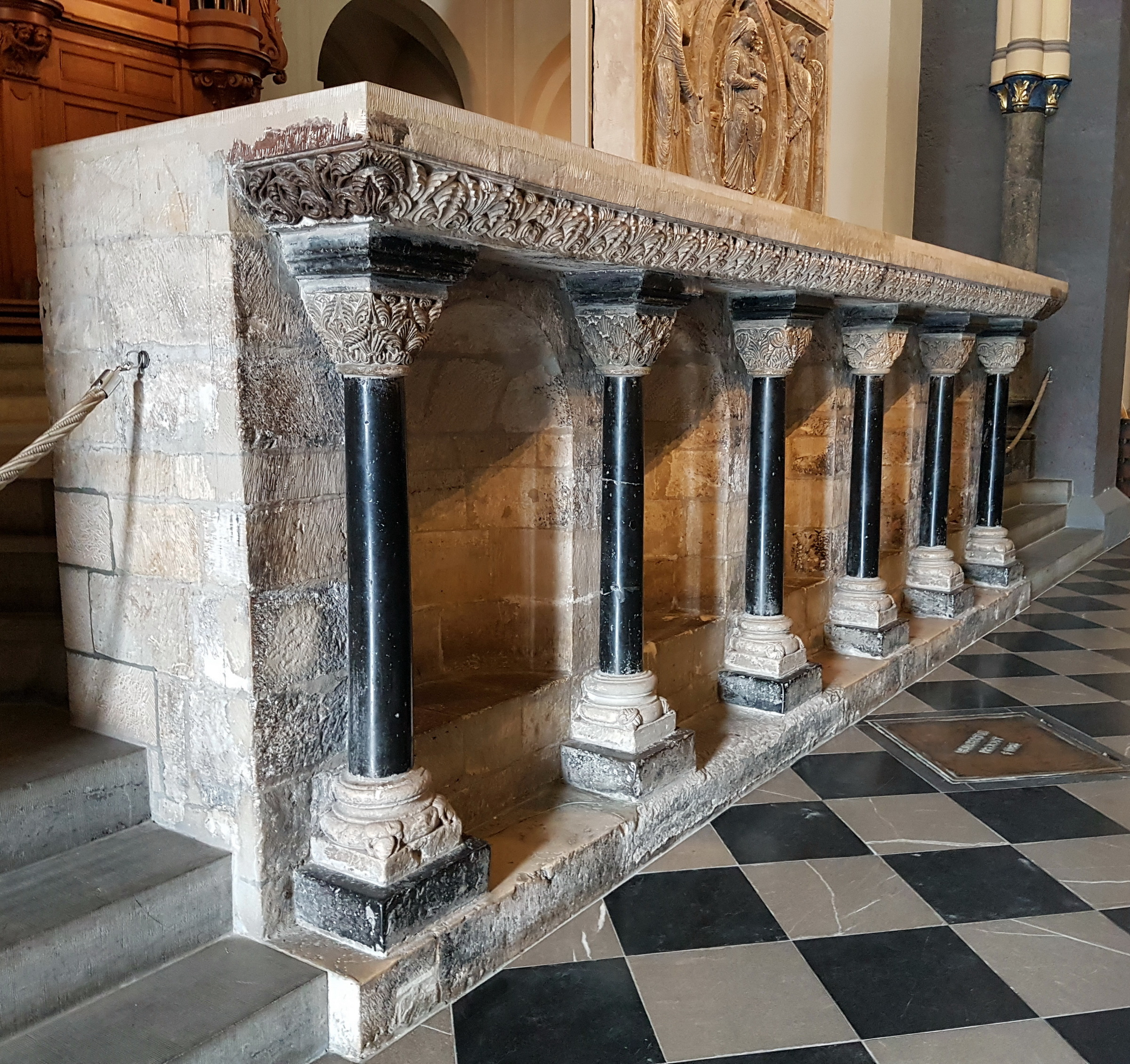
De mensa in 2016
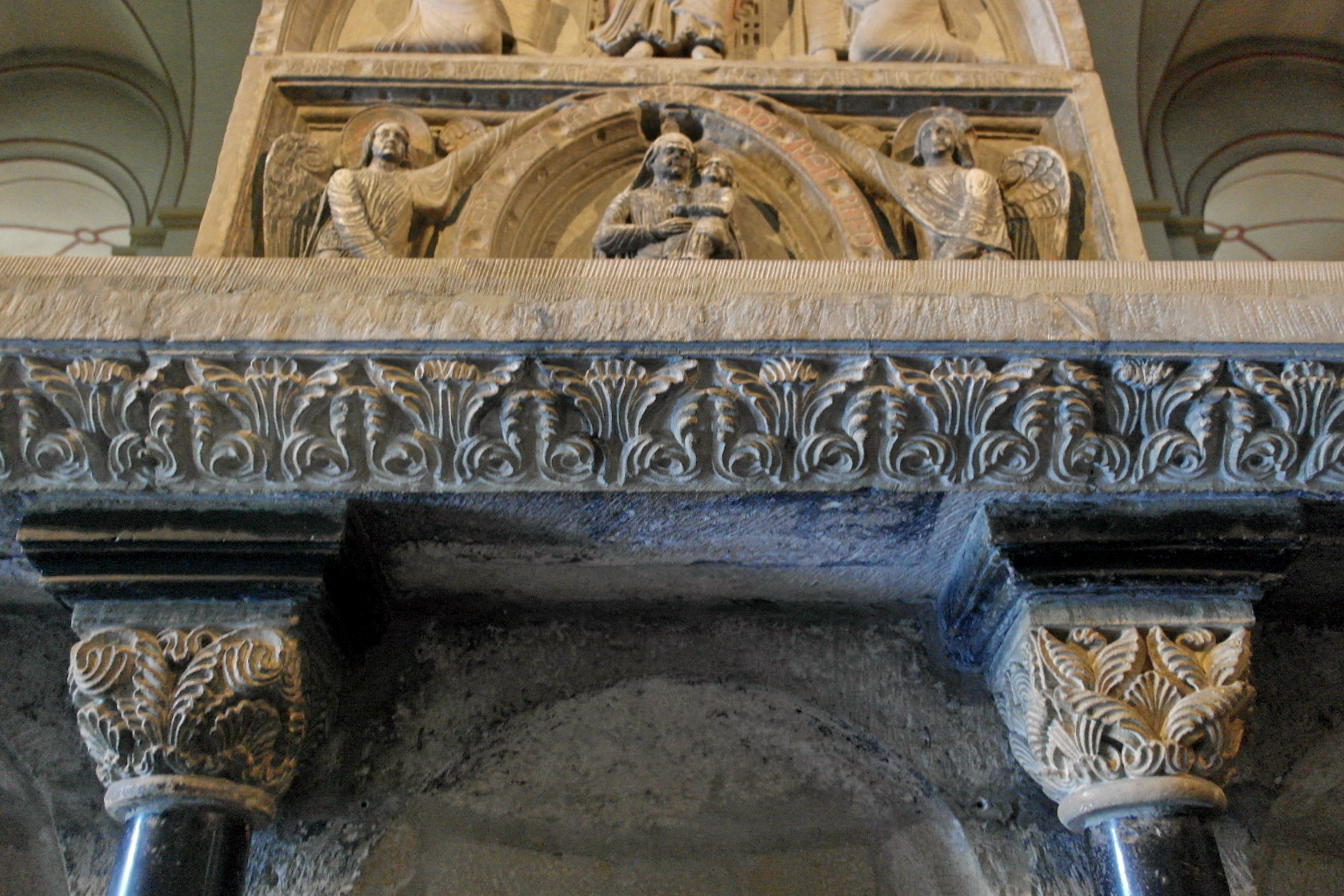
Detail middendeel
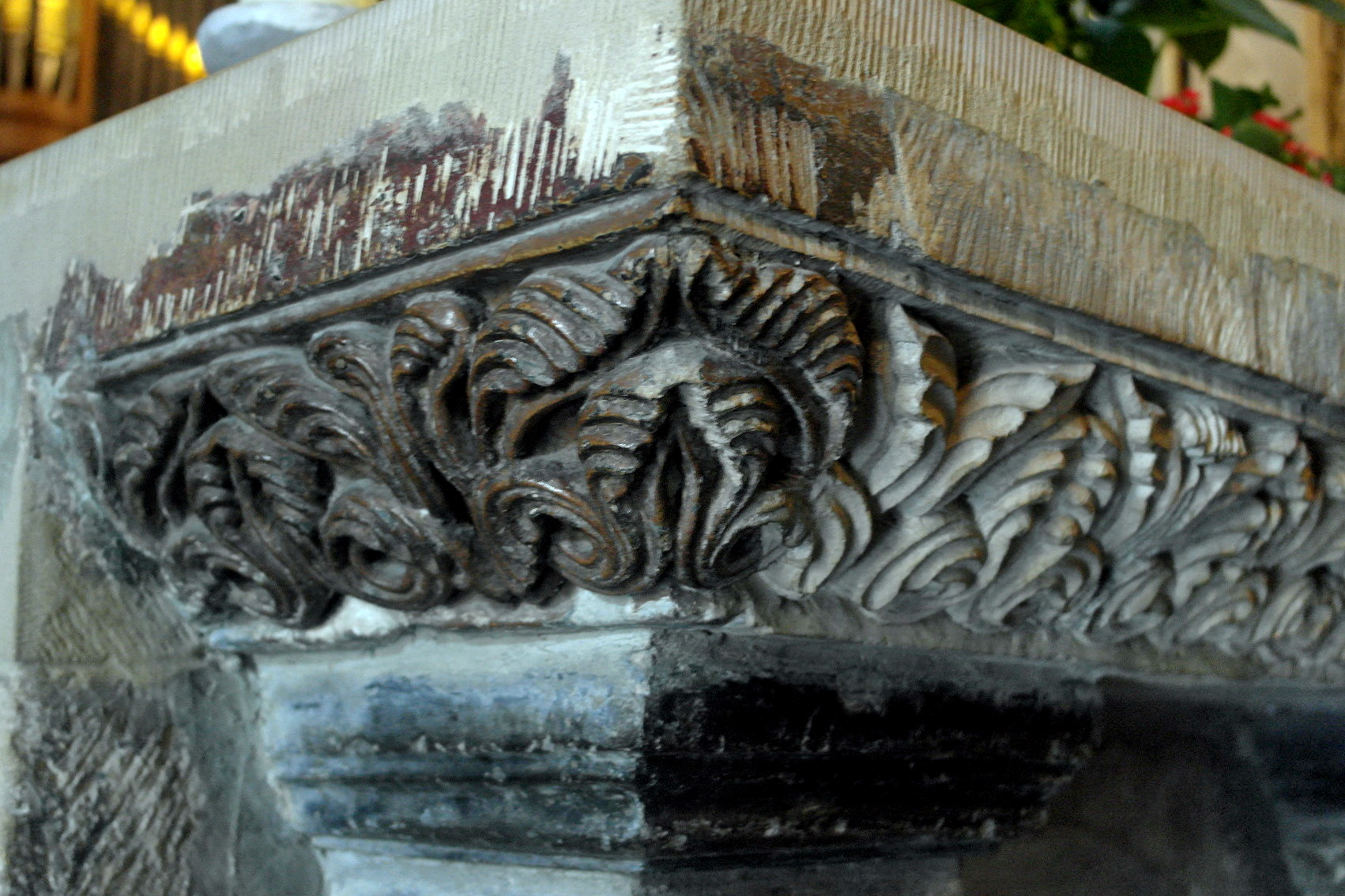
Hoekdetail fries

### Lijst van basementen en kapitelen
De basementen en kapitelen van de zuilen van de altaarmensa worden hieronder beschreven. Van de zes basementen is er een vernieuwd in de tijd van Cuypers, van de kapitelen zijn er twee vernieuwd. De overige, inclusief de zuiltjes, dateren uit de twaalfde eeuw.
| Nummer | Afmetingen basement   | Beschrijving basement                                                                               | Afbeelding basement | Afmetingen kapiteel     | Beschrijving kapiteel                                   | Afbeelding kapiteel |
| ------ | --------------------- | --------------------------------------------------------------------------------------------------- | ------------------- | ----------------------- | ------------------------------------------------------- | ------------------- |
| 1      | b: 26 cm h: 20 cm     | samengesteld basement met sterk afgesleten hoekornamenten ("sporen") in de vorm van liggende dieren |                     | b: 23,5 cm h: 20 cm     | gestileerd bladwerkkapiteel met palmetten en gebladerte |                     |
| 2      | niet bekend           | 19e-eeuwse kopie van basement 4                                                                     |                     | b: 23,5 cm h: ca. 20 cm | gestileerd bladwerkkapiteel met palmetten en gebladerte |                     |
| 3      | b: 24,5 cm h: 20,5 cm | samengesteld basement met hoekornamenten in de vorm van gebladerte                                  |                     | b: 23,5 cm h: 19,5 cm   | gestileerd bladwerkkapiteel met palmetten en gebladerte |                     |
| 4      | b: 25 cm h: 20 cm     | samengesteld basement met hoekornamenten in de vorm van gebladerte                                  |                     | niet bekend             | 19e-eeuwse kopie van kapiteel 1                         |                     |
| 5      | b: 24,5 cm h: 20,5 cm | samengesteld basement met hoekornamenten in de vorm van gebladerte                                  |                     | b: 24 cm h: ca. 20 cm   | gestileerd bladwerkkapiteel met palmetten               |                     |
| 6      | b: 25 cm h: 20,5 cm   | samengesteld basement met hoekornamenten in de vorm van dierenkoppen                                |                     | niet bekend             | 19e-eeuwse kopie van kapiteel 3                         |                     |

### Het dubbelreliëf
Het retabel of dubbelreliëf bestaat, zoals de naam al suggereert, uit twee delen die beide een gebeeldhouwd reliëf dragen. Het onderste, rechthoekige deel meet 176 x 111 cm; het bovenste, halfronde deel 176 x 74 cm. Oorspronkelijk waren beide panelen bezet met ingelegde edelstenen, zoals nog te zien is aan de gaten die daardoor ontstaan zijn.

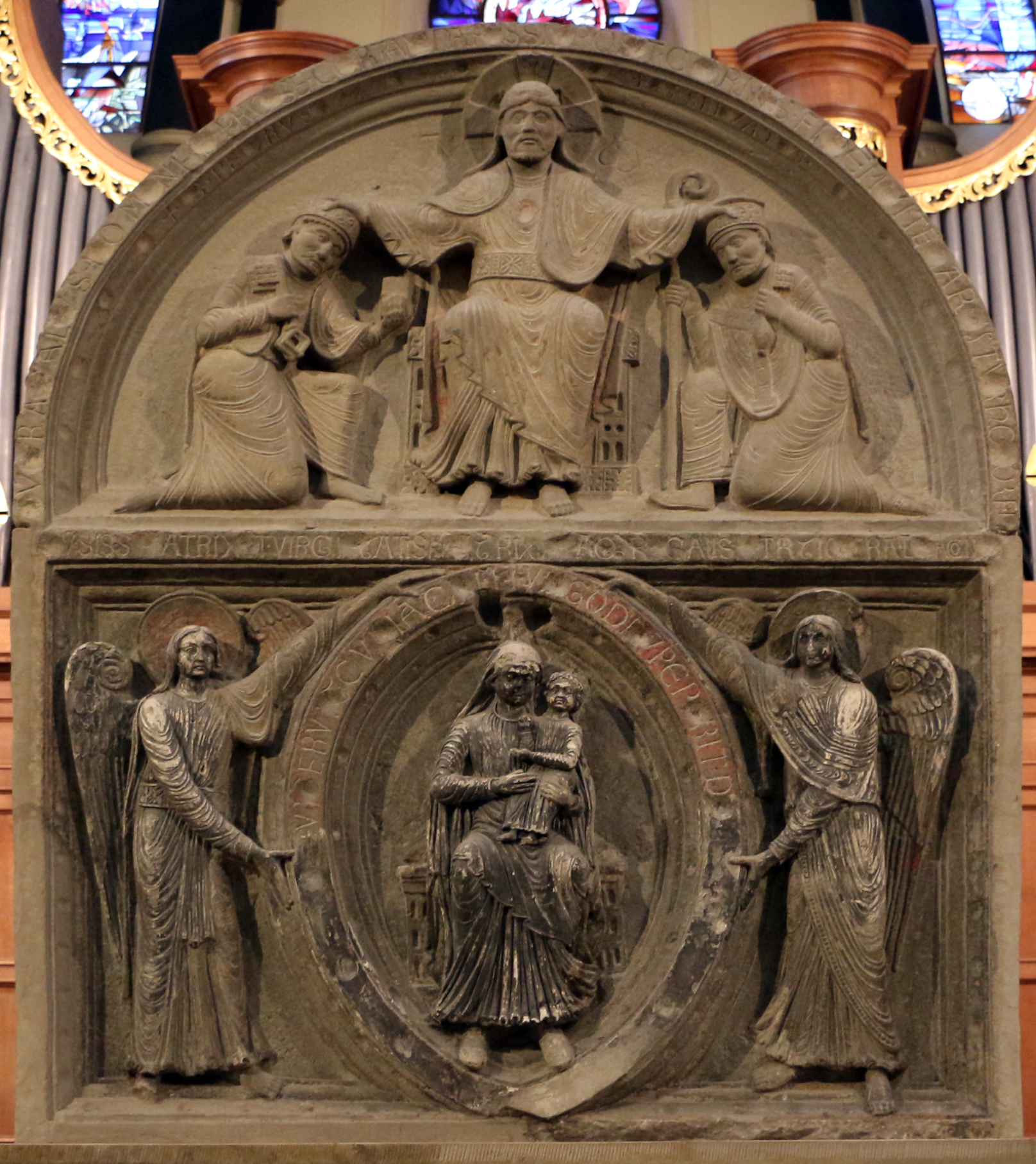
Het dubbelreliëf

Het rechthoekige paneel toont een zittende Madonna met kindje Jezus in de stijl van een Maaslandse Sedes sapientiae (Zetel der Wijsheid). De afbeelding is aangebracht in een mandorla, die wordt vastgehouden door twee staande engelen. Na de vroeg negentiende-eeuwse vernielingen is nog 20% van het beeldhouwwerk origineel; de rest bestaat uit gipsaanvullingen. Tot de oorspronkelijk delen behoren de troon en de voeten van Maria, de vleugels en aureolen van de engelen en de omlijsting en mandorla. Op de omlijsting staat te lezen: tu sis salvatrix et virginitatis fictrix araque regalis attritio vera draconis ("wees onze zaligmaakster, voorbeeld van maagdelijkheid, koninklijk altaar en ware vernietigster van de draak"). Het randschrift op de mandorla, voor zover nog te lezen, luidt: virgo deum peperit do[...]vi servit curia celi ("de maagd die God voortbracht [...] dient de hemelse scharen").
Het halfronde paneel, ook wel Kroningsreliëf genoemd, is beter bewaard gebleven. Het toont de tronende Christus met kruisvormig aureool en met de Griekse letters Α en Ω (Alfa en Omega) naast zijn hoofd. In zijn borst is een gat te zien waar een reliek of cabochon was bevestigd. Op zijn hoofd heeft ooit een metalen kroon gezeten. Naast hem zijn de knielende Petrus en Servatius afgebeeld, die door Christus gekroond worden. Beiden zijn herkenbaar aan hun attribuut, in beide gevallen een sleutel: Petrus met de dubbele Hemelsleutels en Servatius met de Servaassleutel. Die van Sint-Servaas is zeer herkenbaar dezelfde als het Karolingische exemplaar in de Schatkamer van de Sint-Servaasbasiliek. Het randschrift op het reliëf luidt: Vera salus hominis pro se certamina passis post carnis finem vitae largitur honorem ("de ware redding der mensen komt toe aan hen die een goede strijd voor Hem geleverd hebben en na hun sterfelijk leven de verzekering van vele zegeningen").

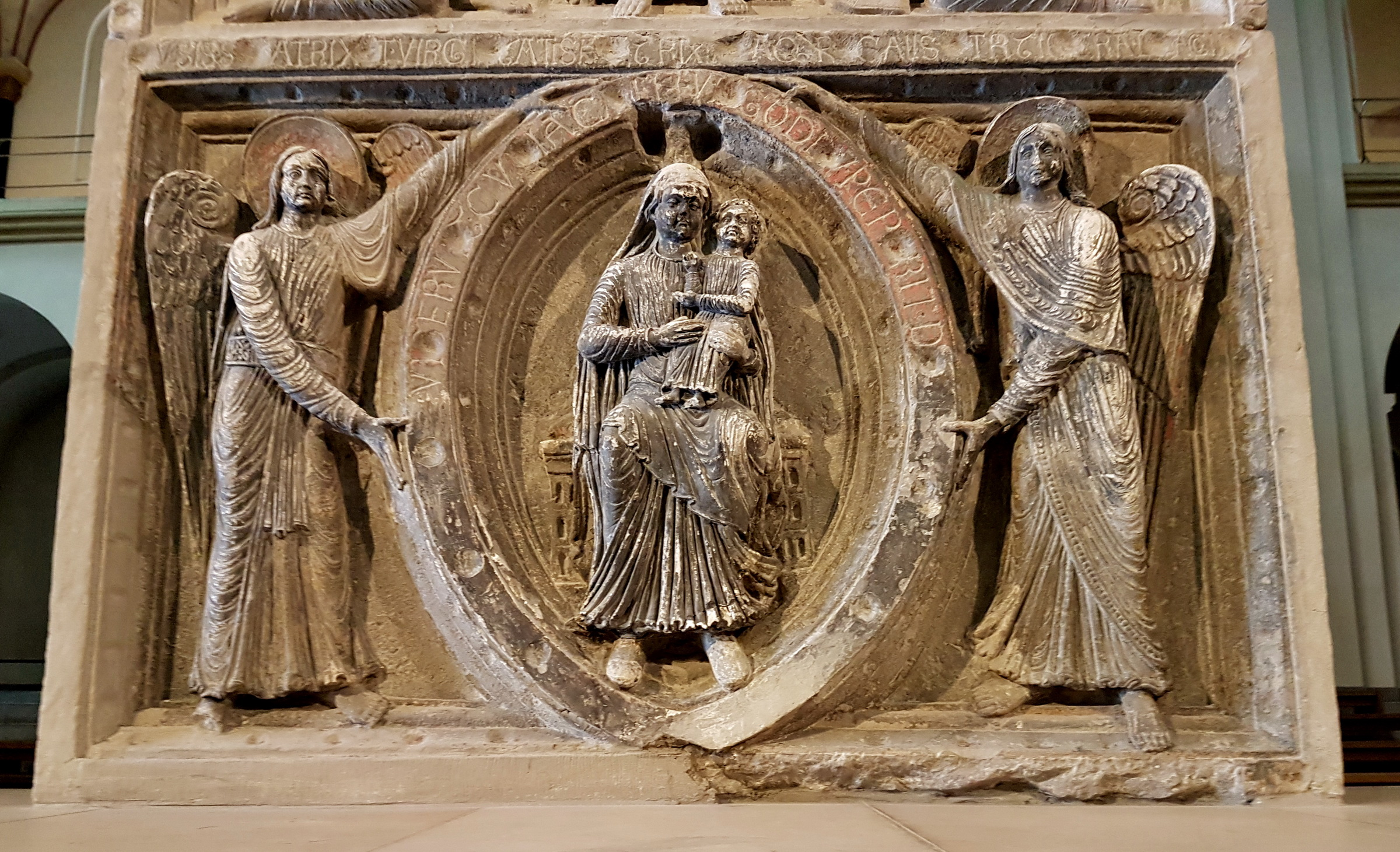
Benedenpaneel: engel met mandorla
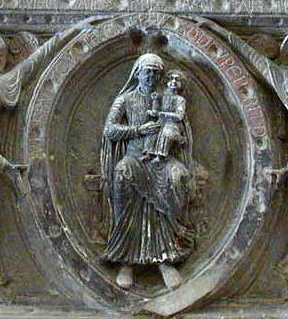
Detail benedenpaneel: Madonna met Kind
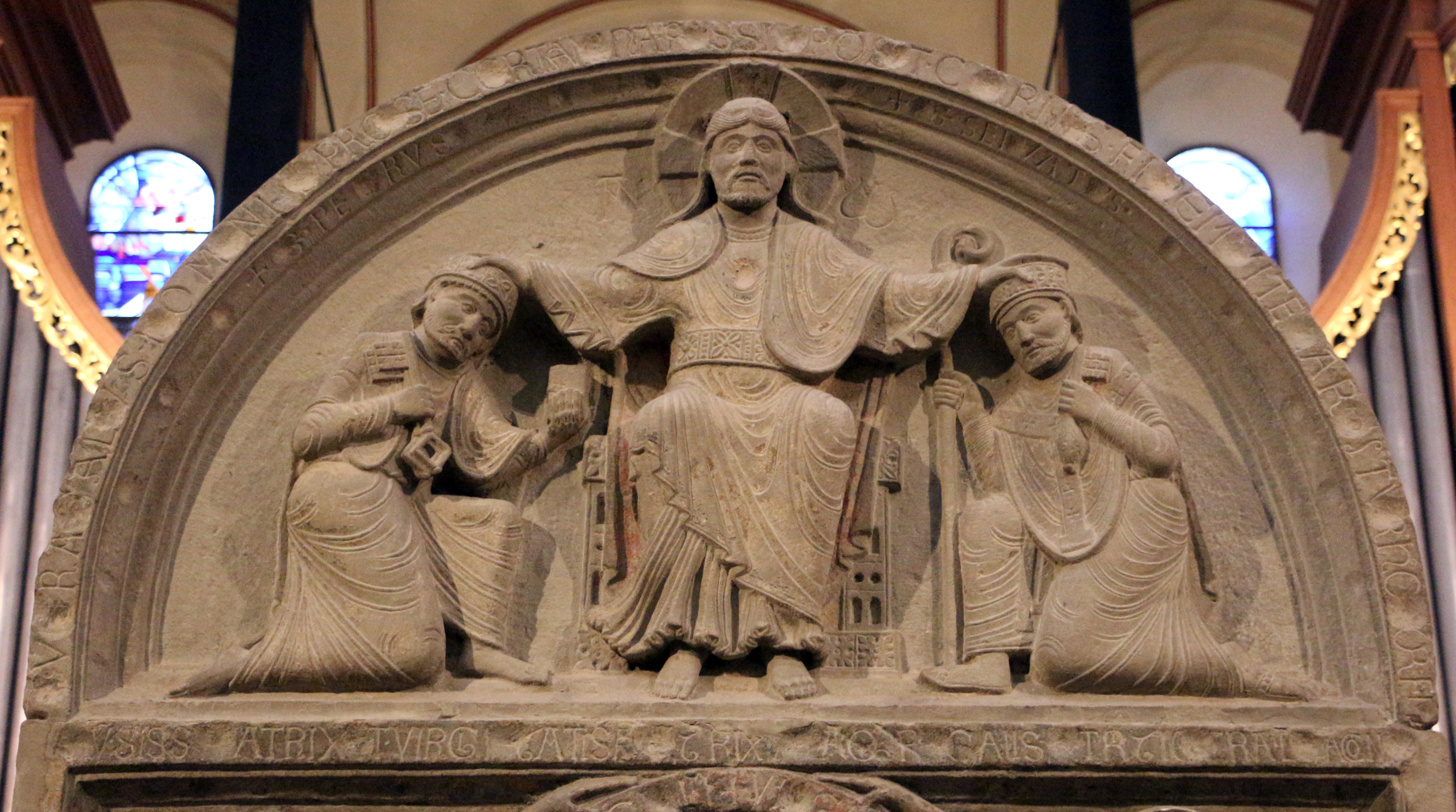
Bovenpaneel: Christus kroont Sint-Petrus en Sint-Servaas
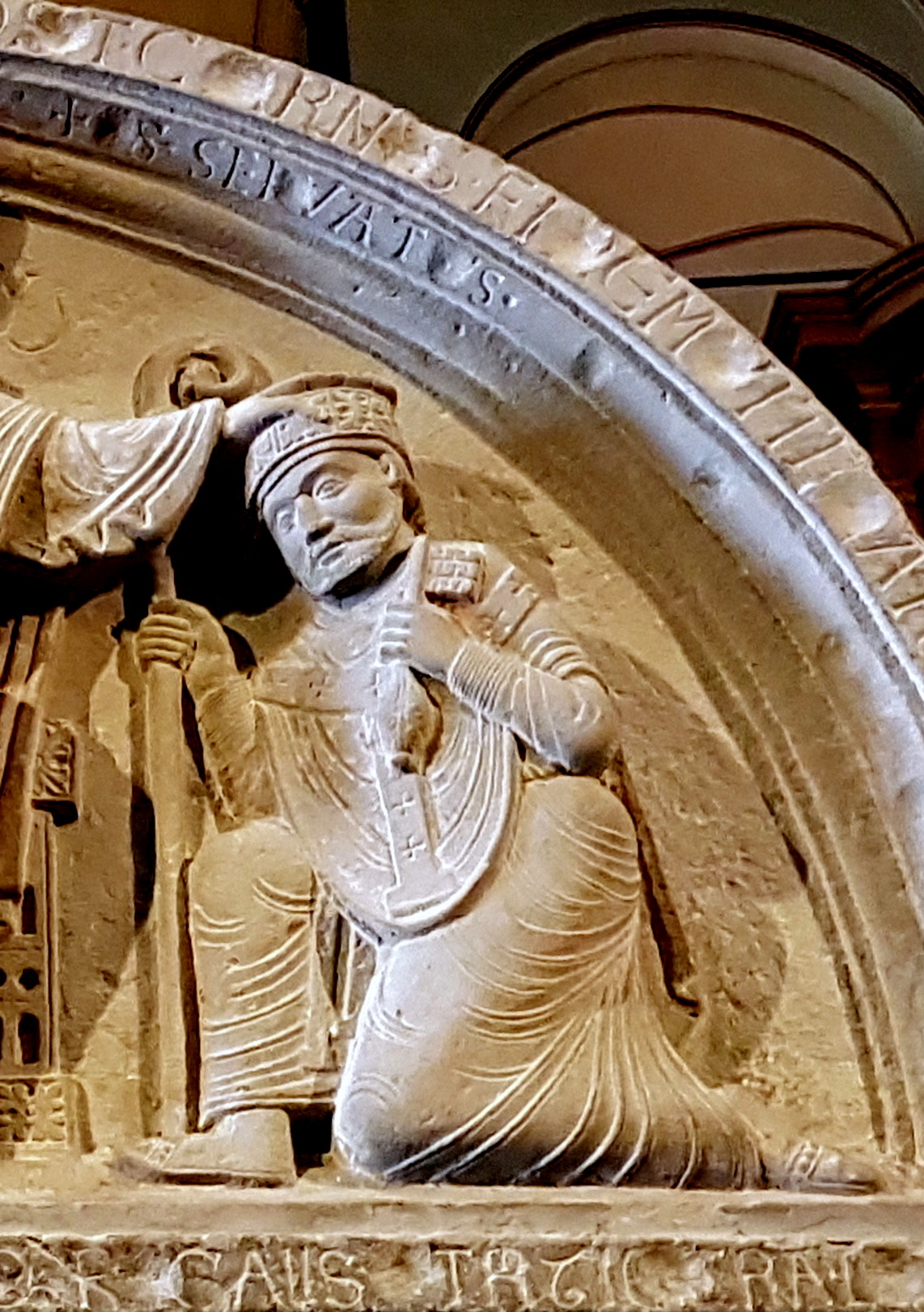
Detail bovenpaneel: de knielende Sint-Servaas

## Symboliek

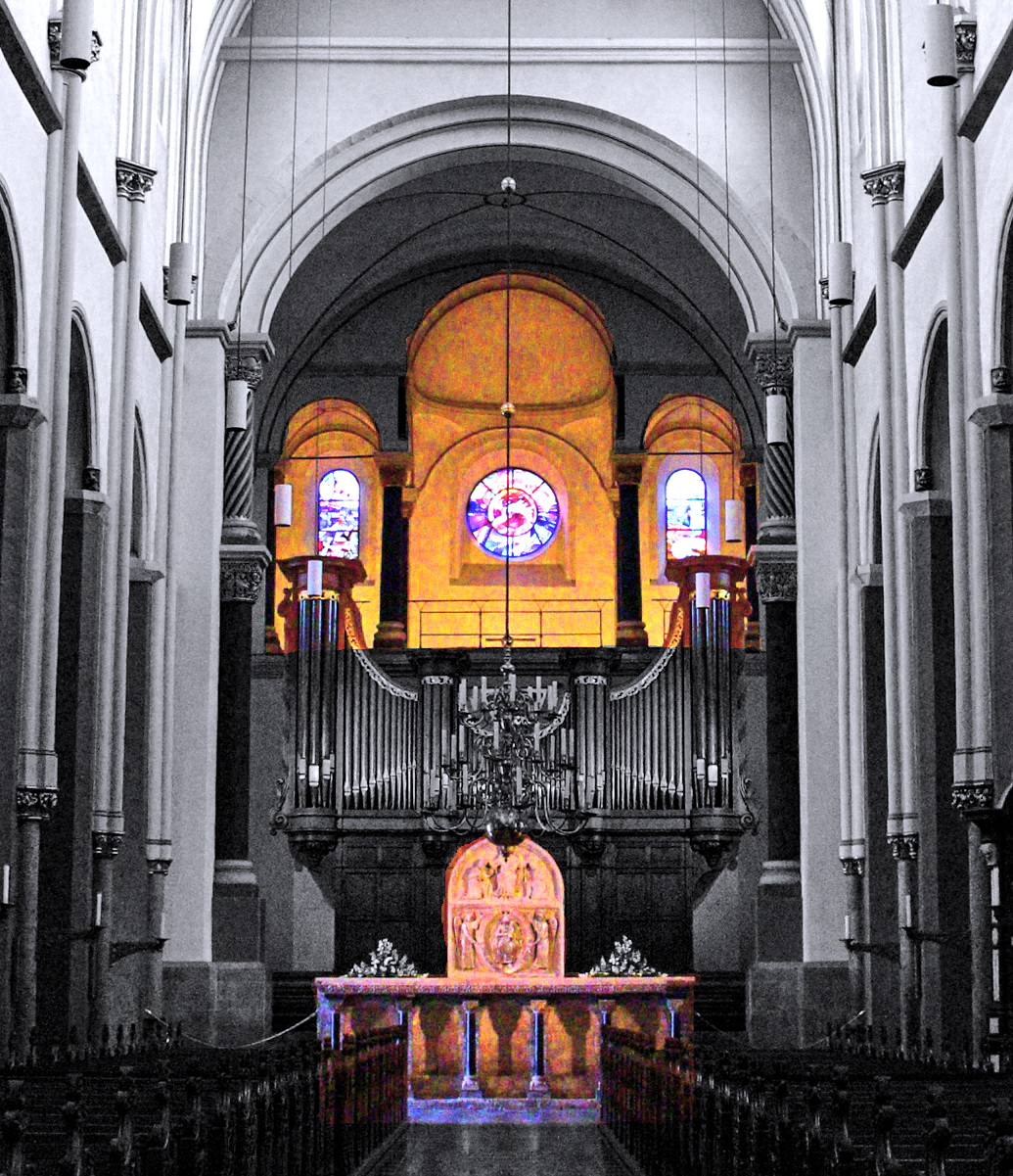
Relatie tussen de vorm van het westwerkaltaar en de architectuur van het westwerk

De plaats van het westwerkaltaar in het westwerk van de Sint-Servaaskerk is hoogst symbolisch. Aart Mekking maakte een uitgebreide studie over de manier waarop de architectuur van de Sint-Servaaskerk het streven van de proosten weerspiegelde om de kerk een 'keizerlijke uitstraling' te geven. Dat moest vooral tot uiting komen in het westwerk, dat met zijn drieledige bogen de Stad Gods op aarde (Civitas Dei) verbeeldde. Het dubbelreliëf zou daarbij de rol van Hemelpoort (Porta Coeli) vervullen. De vorm van het reliëf, een rechthoek met daarboven een halfrond, zou volgens Mekking verwijzen naar de koninklijke altaren in de Akense koningskapel. De contouren van het altaar, een horizontale lijn met een halfronde uitstulping naar boven, weerspiegelde bovendien de architectuur van het westwerk, waarbij de uitstulping gevormd werd door de troonloge, de plaats in het midden van de galerij waar de keizer plaatsnam. De keizer vormde zo in elk opzicht het middelpunt van de Stad Gods. De huidige inrichting van de kerk (met orgel, kerkbanken en kroonluchters die het zicht belemmeren) maakt het moeilijk deze symboliek te herkennen, maar voor de middeleeuwer was het duidelijk dat de persoon die op die plek zat, badend in het licht van het oculusraam, wel heel belangrijk moest zijn.
De symbolische betekenis van het westwerkaltaar kan ook afgeleid worden uit het iconografisch programma op de beide reliëfs. Het onderste reliëf presenteert op typisch twaalfde-eeuwse wijze Maria als Zetel der Wijsheid. Zoals de meeste westwerken in het Maasland was ook dat in de Sint-Servaas aan Maria gewijd. Het bovenste reliëf toont de drie patroonheiligen van de kerk: Christus als Salvator Mundi, Sint-Petrus als houder van de Hemelsleutels en Sint-Servaas met zijn eigen sleutel, die hij volgens de legende in Rome van Petrus had gekregen. Volgens Mekking verbeeldt deze sleutel de Sleutel van David, het symbool van de koninklijke macht. Veelzeggend is dat beide heiligen hier op gelijke voet worden afgebeeld, beiden met sleutels, beiden de zegen van Christus ontvangend. Veelzeggend ook, omdat het Maastrichtse kapittel in het langlopende conflict tussen paus en keizer zich consequent aan de zijde van de Rooms-Duitse keizers schaarde: Sint-Servaas, de 'huisheilige' van de karolingers, had van Christus immers evenveel macht ontvangen als Petrus, de eerste paus.

## Kunsthistorische betekenis

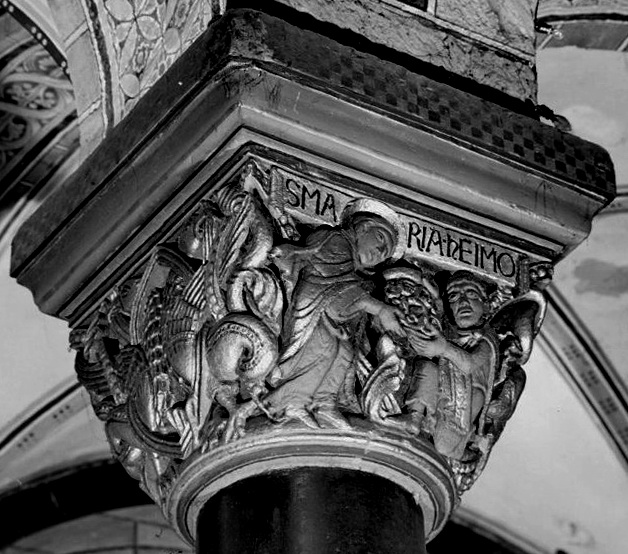
Heimo-kapiteel, oostkoor Onze-Lieve-Vrouwebasiliek

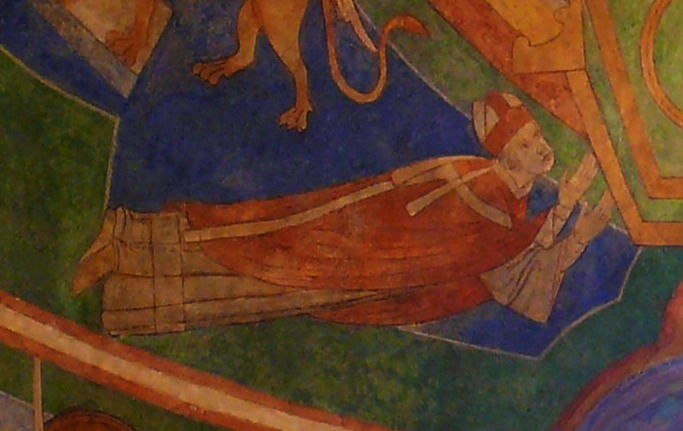
Arnold van Are aan de voeten van Christus. Detail schildering Schwarzrheindorf

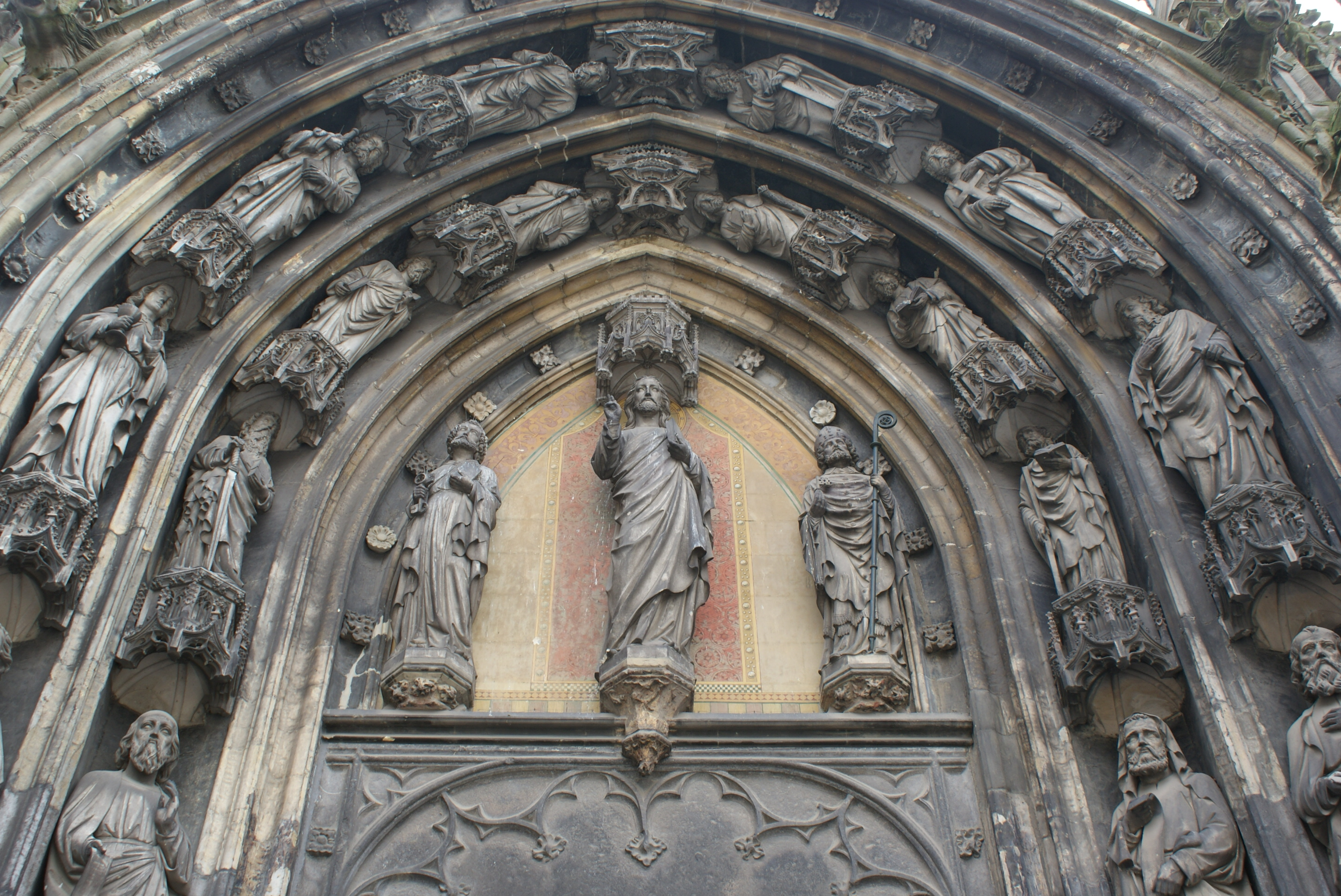
Noordportaal Sint-Servaas

De Nederlandse kunsthistorica Elizabeth den Hartog geldt als expert op het gebied van de Maaslandse sculptuur in het algemeen, en die te Maastricht in het bijzonder. In een reeks wetenschappelijke publicaties toonde zij aan dat een groot aantal twaalfde-eeuwse sculpturen in onder andere Maastricht, Luik, Tongeren, Borgloon, Sint Odiliënberg, Rolduc, Aken-Burtscheid, Bonn, Essen, Eisenach en Utrecht nauw met elkaar verwant zijn en vervaardigd zijn door één of meerdere, mogelijk uit Noord-Italië afkomstige beeldhouwateliers. Tussen 1140 en 1170, tijdens de bouwhausse bij de twee Maastrichtse kapittelkerken, was een dergelijk atelier van steenbeeldhouwers ('steenmetsen') waarschijnlijk langere tijd in de stad gevestigd. Dit atelier wordt wel aangeduid met de noodnaam Heimo-atelier, naar een kapiteel in de kooromgang van de Onze-Lieve-Vrouwebasiliek, waarop deze naam staat vermeld. In deze periode kwamen onder andere de kapitelen van het oostkoor (zowel in- als uitwendig) van de Onze-Lieve-Vrouwekerk tot stand, alsook de kapitelen aan de buitenkant van het oostkoor en die in het westwerk van de Sint-Servaas. Daarnaast kregen de steenmetsen tal van opdrachten van elders, waarschijnlijk door de invloed van de proosten van Sint-Servaas, die connecties hadden met enkele van de eerdergenoemde plaatsen.
Volgens Den Hartog is het Maastrichtse westwerkaltaar kort na het midden van de twaalfde eeuw tot stand gekomen, min of meer gelijktijdig met een reeks kapitelen in de Dom van Essen, de Sint-Clemenskerk in Schwarzrheindorf (bij Bonn) en de Wartburg (bij Eisenach). Waarschijnlijk was hier hetzelfde atelier aan het werk, of afsplitsingen ervan, deels met dezelfde opdrachtgevers (o.a. Arnold van Wied en zijn zus Hedwig). Contemporain met het Maastrichtse retabel is een reliëf in het Luikse museum Grand Curtius, oorspronkelijk afkomstig uit de abdijkerk Saint-Laurent in die stad. Het reliëf, Vierge de Dom Rupert genoemd, toont net als het Maastrichtse exemplaar, een Madonna met Kind en heeft dezelfde vorm en hetzelfde type randschrift. Eenzelfde soort randschrift komt voor op een viertal reliëfs die in 1965 in de Pieterskerk in Utrecht onder de vloer werden aangetroffen. De reliëfs zijn duidelijk Maaslands, dateren uit dezelfde periode als het dubbelreliëf en hebben het lijdensverhaal van Jezus als onderwerp.
Ook in Maastricht zelf zijn parallellen te vinden. Het reliëf Eed op de relieken in de Onze-Lieve-Vrouwebasiliek heeft weliswaar een afwijkende, vijfhoekige vorm, maar bezit een vergelijkbare geprofileerde rand, echter zonder randschrift. De zithouding van de koning is typerend voor de Maaslandse stijl. Overeenkomsten zijn er ook met het centrale timpaan van het Bergportaal, dat geldt als het vroegste gotische kerkportaal in de Nederlanden, maar waarvan de middelste delen eerder laat-romaans zijn. Het reliëf uit omstreeks 1175 met de Triomf van Maria neigt naar de romaanse stijl. Het is niet ondenkbaar dat de Christus en Maria-figuren op het timpaan door dezelfde steenmets, of een leerling, geschapen zijn dan degene die 20 of 25 jaar eerder dezelfde figuren op het dubbelreliëf schiep. Interessant is ook dat vele eeuwen later architect Pierre Cuypers bij het herstel van het zwaar gehavende noordportaal van de Sint-Servaaskerk zich liet inspireren door het westwerkreliëf. Cuypers herschiep het portaal aan het Keizer Karelplein in neogotische stijl met als centrale voorstelling de zegenende Christus, geflankeerd door Sint-Petrus en Sint-Servaas, beiden met sleutels.

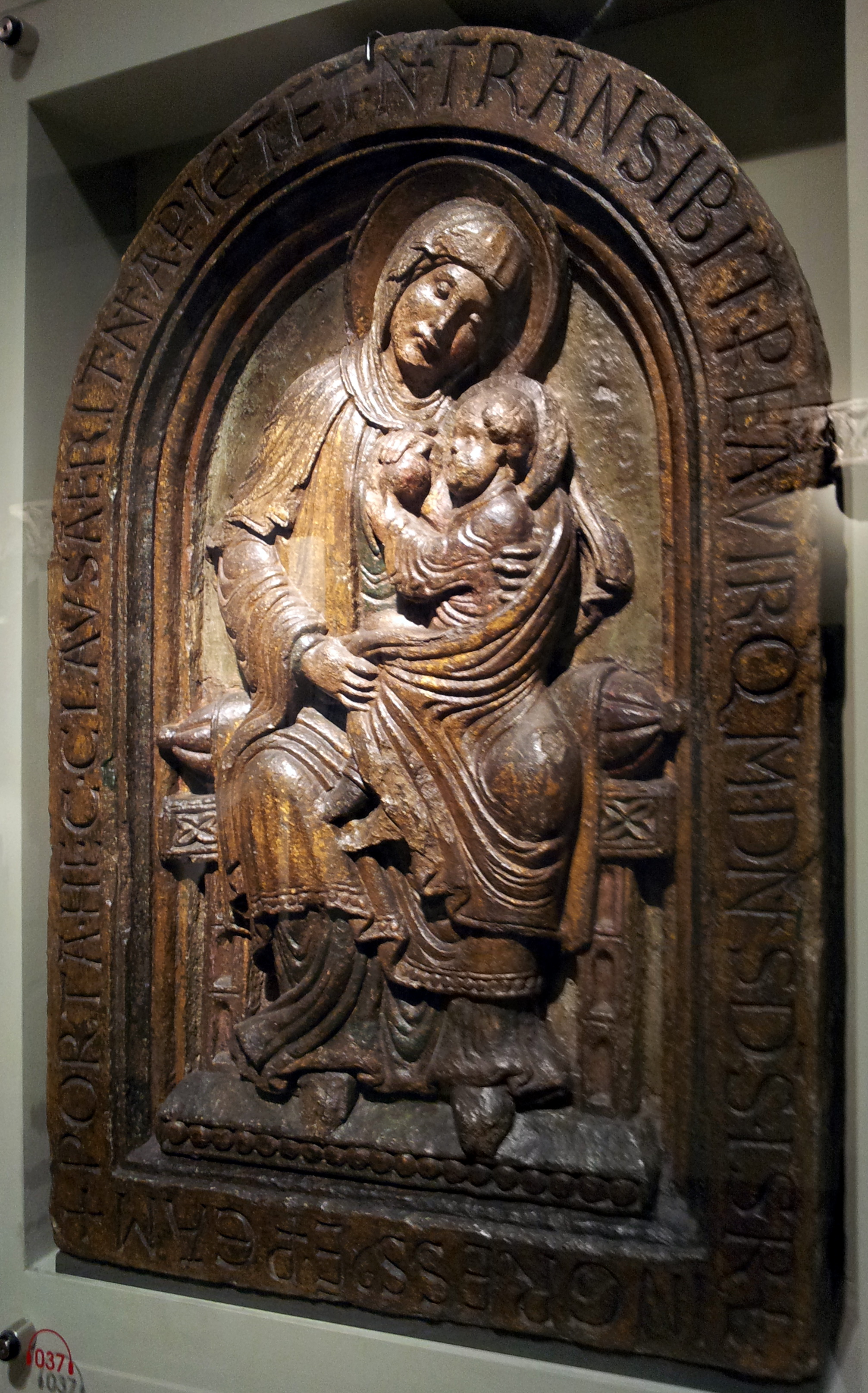
Vierge de Dom Rupert, Grand Curtius, Luik
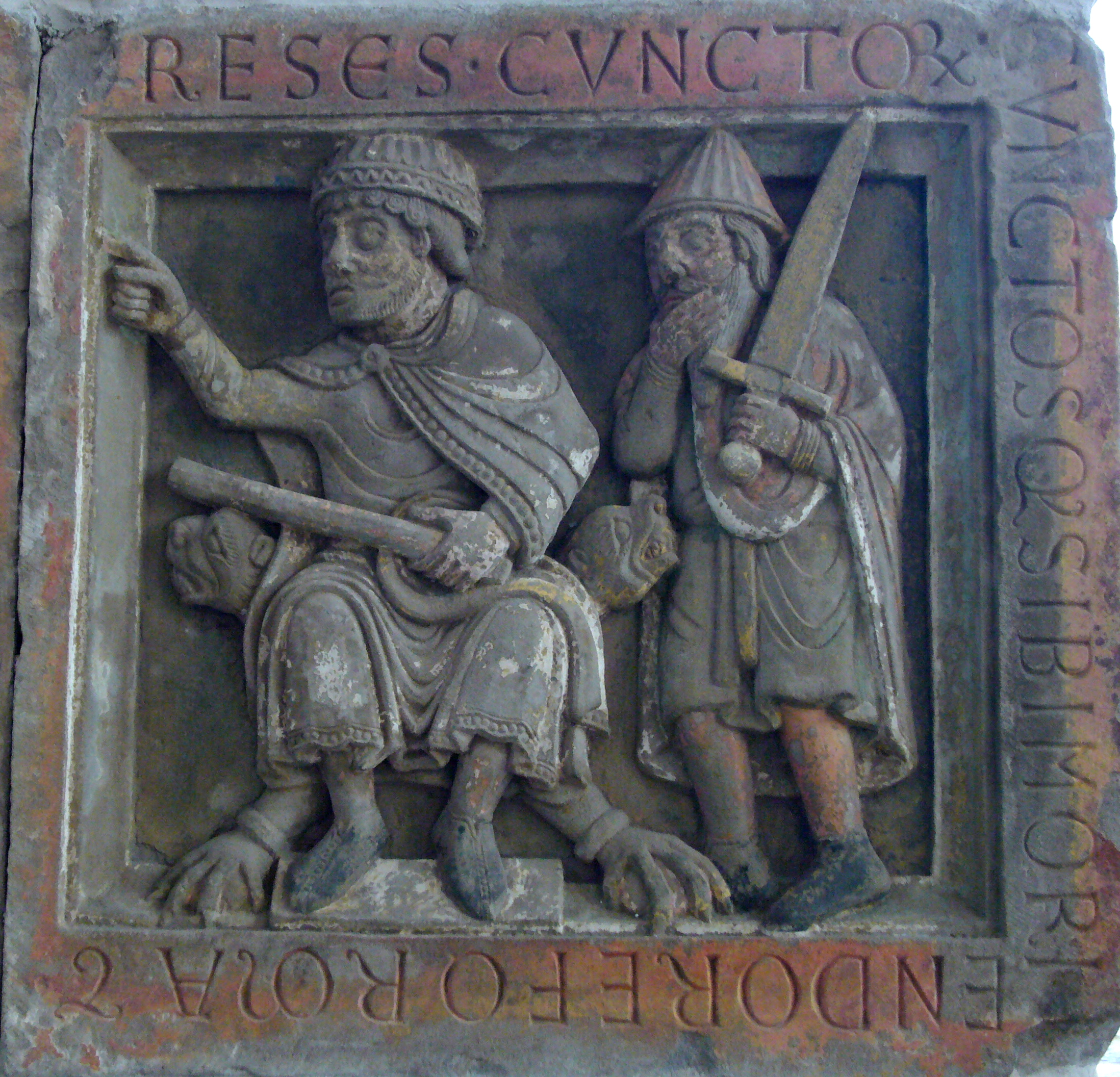
Passiereliëf (Pontius Pilatus), Pieterskerk, Utrecht
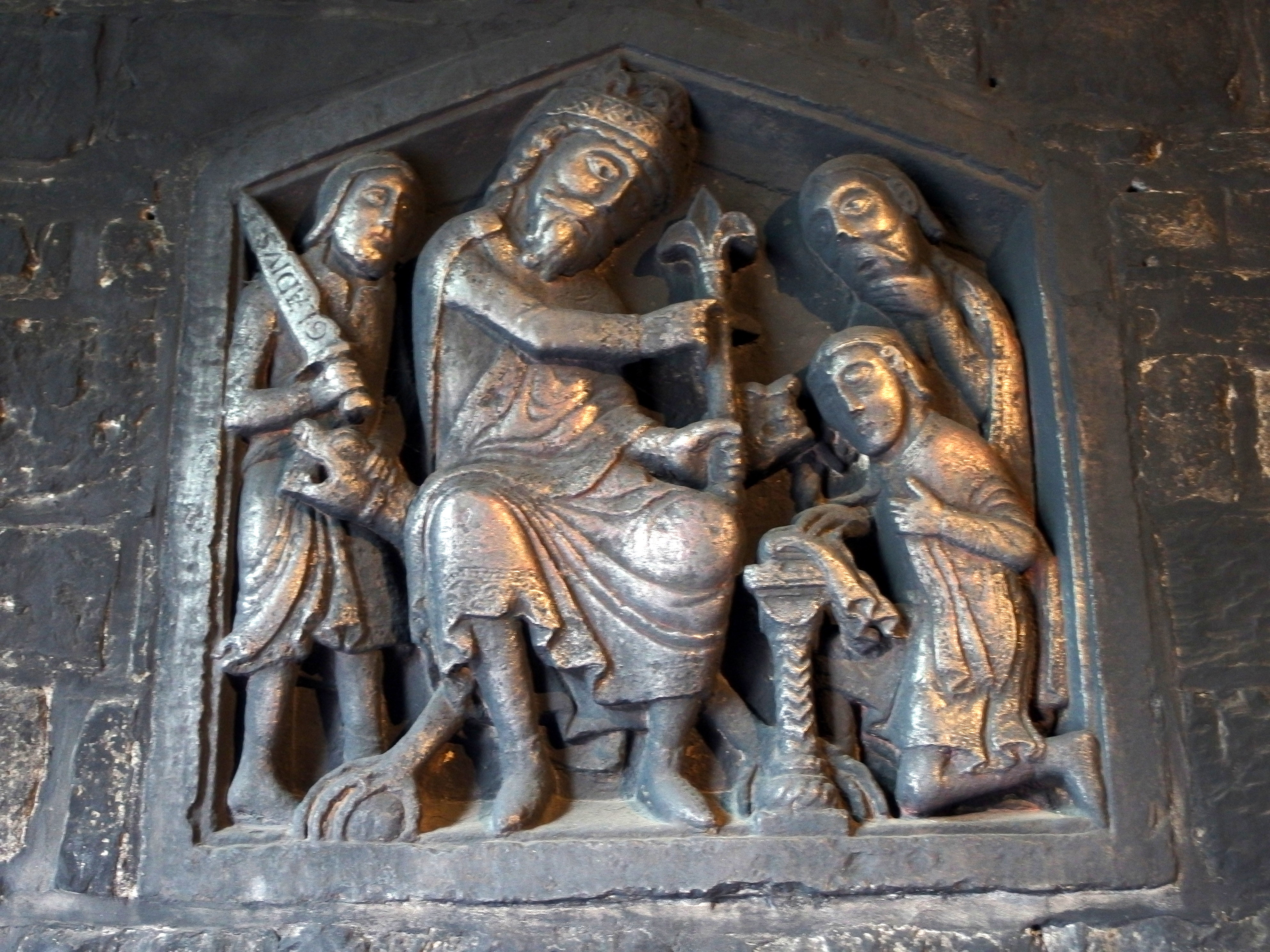
Eed op de relieken, O.L.-Vrouwebasiliek, Maastricht
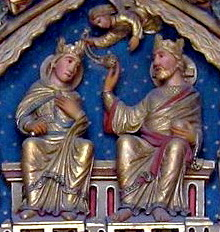
Triomf van Maria, Bergportaal, St-Servaasbasiliek, Maastricht